# 馬克·蘇德
馬克·愛德華·蘇德（英語：Mark Edward Souder，1950年7月18日—2022年9月26日）是美國共和黨籍政治人物和商人。他在1995年至2010年期間擔任來印第安那州選區的美國眾議員。
在1980年代和90年代初，他曾擔任丹·科茨的國會助理和委員會參謀長。他於1994年當選為眾議院議員，並一直任職至2010年5月，在承認與一名女性工作人員有染後辭職。